# 普利亞舍瓦
50°21′19″N 25°11′37″E / 50.35528°N 25.19361°E

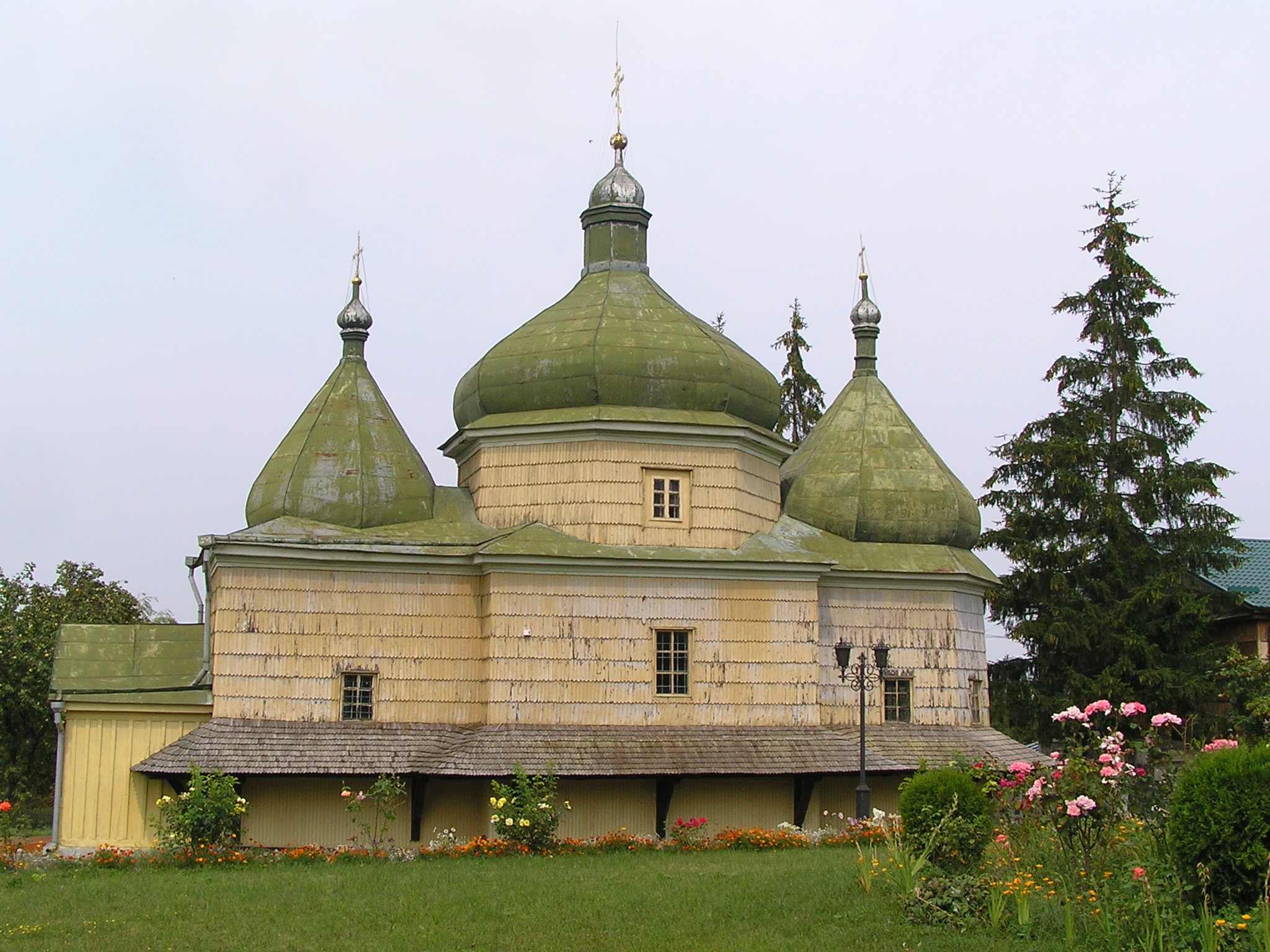

普利亞舍瓦（烏克蘭語：Пляшева），是烏克蘭西北部的村莊，隸屬里夫內州的杜布諾區。該村始建於1545年，面積1.41平方公里，海拔高度206米，2001年人口702，人口密度每平方公里496.8人。